# Dějiny Uruguaye

Státní znak Uruguayské východní republiky

Dějiny Uruguaye zahrnují dějiny a historický vývoj společností na území dnešní Uruguaye od počátku přítomnosti lidské populace (asi před 11 000 až 8000 lety), přes období španělské koloniální nadvlády (začátek 16. století) a dosažení nezávislosti (1828) až do současnosti.

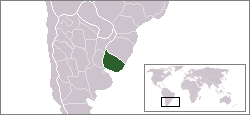
Poloha Uruguaye na jihoamerickém kontinentu

## Prehistorie a dějiny domorodého obyvatelstva Uruguaye
Podle existujících archeologických nálezů se první lidé na území Uruguaye objevili asi před 11 000 až 8000 lety. Jednalo se o společenství lovců a sběračů. Asi před 2000 lety se v oblasti objevily tři odlišné skupiny domorodého obyvatelstva: Chaná, Guarání a Charrúa. Všichni zmínění původní obyvatelé žili na území Uruguaye v době příchodu španělských kolonizátorů v 16. století.
Chaná se zabývali především rybolovem a lovem a žili nomádským životem v malých skupinách. O jejich životním stylu a kultuře víme dnes relativně málo, jelikož Chaná zmizeli záhy po španělské kolonizaci.
Guaraní přišli do oblasti Uruguaye asi 200 let před Španěly a zabývali se zemědělstvím a lovem, nicméně ani oni nepřežili první vlnu kolonizace oblasti.
Poslední domorodá skupina Charrúa se v oblasti Uruguaye udržela dlouho do 19. století a někteří její členové sehráli roli při bojích o nezávislost. Poslední skupina Charrúa byla zabita v roce 1831 při masakru v Salsipuedes. Charrúové byli výbornými lovci a bojovníky.
Podobně jako i jinde na jihoamerickém kontinentě, měla španělská kolonizace negativní dopad na domorodé obyvatelstvo i v případě Uruguaye. Podle odhadů zde bylo v 16. století na počátku kolonizace asi 15 000 členů domorodých skupin. Za asi 300 let jich ale žilo v Uruguayi asi 500.
Setkání s evropským kolonizátorem také značně změnilo životní styl původních obyvatel uruguayské pampy, do které Evropané například uvedli hovězí dobytek a koně a snažili se o kulturní asimilaci domorodců pomocí konverzí na křesťanství atp.

## Kolonizace a koloniální společnost naVýchodním břehu
Oblast takzvaného východního břehu (Banda oriental) ležela po většinu koloniálního období na periférii španělského koloniálního panství. V podstatě až do 19. století byla tato oblast ve stínu významnějšího přístavu Buenos Aires. Další významným faktorem ovlivňující periferní pozici oblasti byla blízkost konkurenčního portugalského panství v Brazílii. V 18. století patřilo území pod správu Místokrálovství Peru a audiencie Buenos Aires a od roku 1776 pod nově zřízené místokrálovství Río de la Plata.
První španělští kolonizátoři přišli do dnešní Uruguaye v roce 1516. První španělské osídlení Soriano se nacházelo při řece Río Negro a bylo založeno v 17. století. Nicméně v oblasti už v té době operovali také Portugalci. Na počátku 17. století byl na území Uruguaye, jejíž většinu tvoří úrodná pampa, uveden také hovězí dobytek. Během této doby se také zintenzivnila španělská kolonizace na východním břehu, vzhledem k obavám z rozšíření vlivu Portugalců, přesto se ale jednalo o celkově skromné kolonie lokalizované spíše v oblastech na jihu a severu země. Dnešní hlavní město Montevideo bylo založeno v roce 1726, v době otevřeného konfliktu mezi Portugalskem a Španělskem o kontrolu nad územím dnešní Uruguaye respektive Východního břehu. Montevideo tak mělo mít strategickou obrannou pozici proti portugalským útokům ze severu a jeho význam byl ještě umocněn, když se stalo hlavní španělskou námořní základnou pro oblast Jižního Pacifiku. Tato skutečnost, stejně jako obchodní zájmy Montevidea, posílily konkurenční vztah mezi Montevideem a na druhém břehu ležícím Buenos Aires.

## Nezávislost Uruguaye

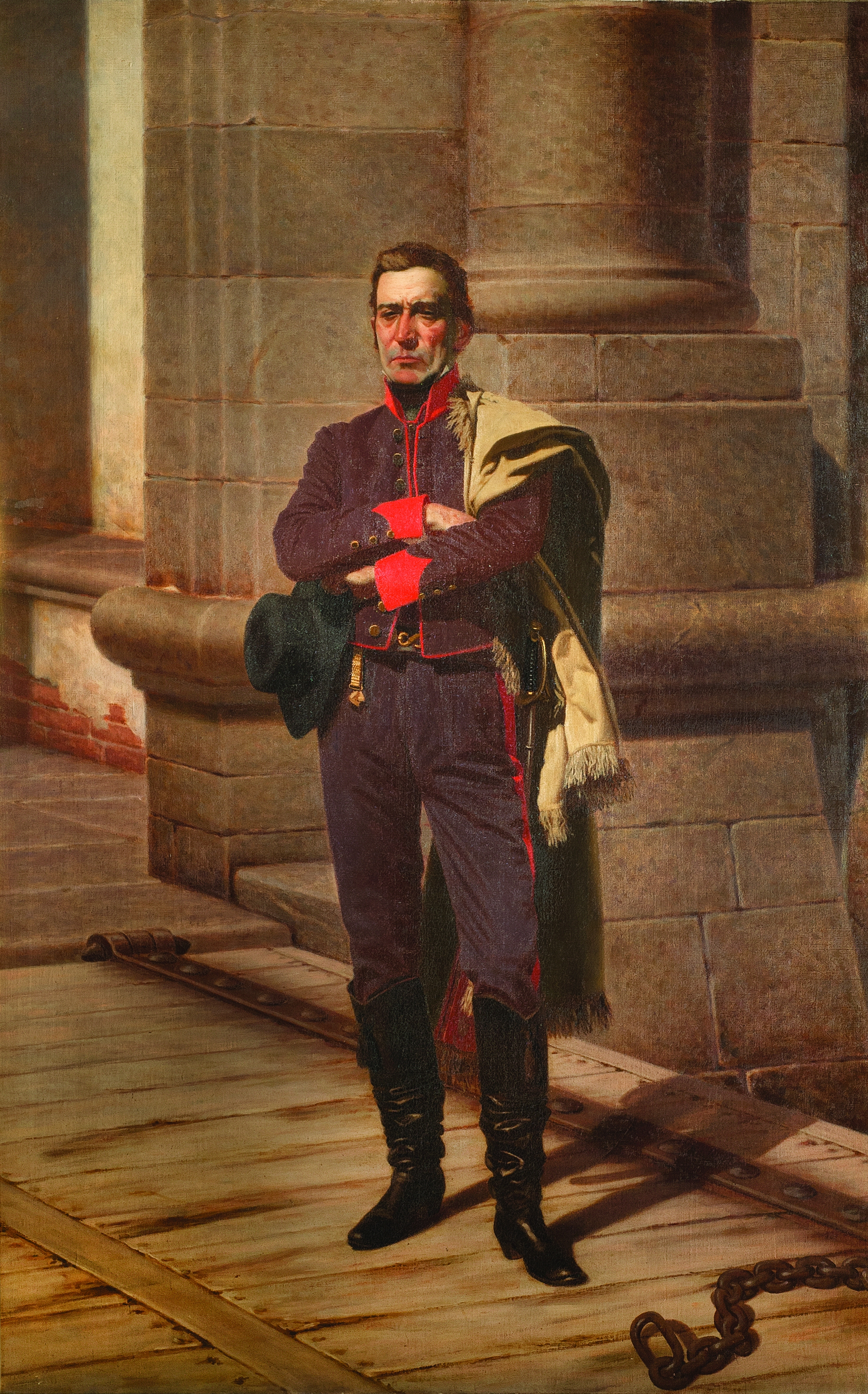
Idealizovaný portrét José Gervasia Artigase. Obraz od Juana Manuela Blanese (1884)

Během 18. století byly autonomistické nálady mezi kreolskými elitami španělského koloniálního panství v Americe stále zřejmější. Španělská metropole přitom stále slábla, ekonomicky i politicky zaostávala za Británii a Francii. Britské koloniální zájmy v 18. století zasahovaly už mnohem dále než jenom do oblasti Karibiku a Severní Ameriky, ale také, především strategicky a obchodně, do oblasti jižního Pacifiku. Významná byla samozřejmě kreolská odezva americké revoluce (1776) a revoluce ve Francii (1789), která měla mimo jiné za následek oslabení monarchie ve vlastním Španělsku po francouzské invazi v roce 1808.
Hnutí za nezávislost v oblasti místokrálovství Río de la Plata bylo tedy ovlivněno děním v Evropě, především abdikací španělského panovníka, ale také strategickým soupeřením Francie a Velké Británie, jež mělo za následek v případě východního břehu, anglickou okupaci Montevidea v roce 1807. Nestabilní situace také zostřila spory mezi Montevideem a Buenos Aires. Montevideo v roce 1808 podpořilo autoritu krále Ferdinanda VII. a tamější junta zastávala roajalistické, protifrancouzské a konečně také proti-buenosaireské postoje. Z východního břehu se tak stala bašta roajalistů, zatímco v Buenos Aires byla v roce 1810 svolána junta, jejímž cílem se postupně stala nezávislost laplatských provincií od Španělska. To nicméně neznamenalo, že by v Montevideu neexistovaly vlastenecké nálady.
Roajalistická junta v Montevideu byla v roce 1811 značně otřesena odchodem vlivného José Gervasia Artigase do Buenos Aires, kde se připojil k místní květnové revoluci. Artigas pocházel z významné montevidejské rodiny a měl značnou autoritu hlavně na venkově mezi uruguayskými gauči. Záhy se kolem něho sjednotila několikatisícová armáda venkovanů.
Artigas z počátku uznával svrchovanost buenosaireské junty, ale záhy se mezi ním a členy junty začaly objevovat vážné názorové konflikty. Zatímco buenosaireská junta si stále pohrávala s myšlenkou určité formy monarchie, Artigas a jeho stoupenci byli pro nezávislost La Platy ve formě federace nebo konfederace. Tato myšlenka měla podporu nejenom mezi Artigasovými stoupenci z Východního břehu, ale rovněž v řadě dalších provincií napříč La Platou, především v Entre Ríos, Corrientes, Santa Fé, Misiones a Cordobě, které spojoval odpor proti nadvládě Buenos Aires. Spor přešel do otevřené války, když Artigas přinesl do Buenos Aires tzv. Instrukci 13. roku, ve kterém se montevidejské cabildo hlásilo k myšlence nezávislosti a konfederace. Výsledkem byla občanská válka, ve které proti sobě stáli Buenos Aires a Artigas, podpořený provinciemi Entre Ríos, Corrientes a Santa Fé. Artigas záhy ovládl uruguayský venkov a snažil se odsud zemi nově reorganizovat pomocí konfiskací půdy těch z vlastníků, kteří se přidali k Buenos Aires. Půdu potom rozděloval mezi nejchudší ať kreoly, nebo bývalé otroky a Indiány. Tímto rovnostářským přístupem si ale nenaklonil cabildo v Montevideu.
Artigasova politická a vojenská dominance byla ukončena příchodem Portugalců ze severu v roce 1816. Artigas tak musel bojovat na dvou frontách, z toho ze severu se jednalo o profesionálněji organizovanou 10 000 armádu. Po několika porážkách byla Artigasova armáda de facto rozprášena a Artigas mohl do roku 1820 působit Portugalcům jenom menší škody pomocí nájezdů. Východní břeh se tak v podstatě ocitl pod portugalskou okupací, a to včetně Montevidea. Artigas v roce 1820 odešel do paraguayského exilu.
Paradoxně došlo v momentě Artigasovy porážky k vítězství federalistů v La Platě (respektive Argentině). Ti úspěšně porazili zastánce centralismu a monarchismu v Buenos Aires v bitvě u Cepady. V této situaci byl v následujícím roce 1821 Východní břeh oddělen od La Platy a připojen k portugalské Brazílii pod názvem Provincia Cisplatina. Přes sliby zavedli Portugalci v provincii vojenský režim a jejich vláda se netěšila popularitě.
V březnu 1825 malá skupina v Buenos Aires žijících Uruguayců uspořádala dobrodružnou "kapesní revoluci", která dostala název "Výprava 33 Uruguayců". Mezi nimi se našlo také několik bývalých Artigasových spolubojovníků. Tato malá skupina se vylodila na Východním břehu a záhy se kolem sebe shromáždila velkou skupinu podporovatelů z řad místního obyvatelstva a oblehla Montevideo, kontrolované Portugalci respektive Brazilci. V roce 1826 pak byla vyhlášena samostatnost a připojení Východního břehu k provinciím La Platy (respektive k Argentině). To vedlo k vyhlášení války Brazilcům ze strany Buenos Aires.
Eskalace konkurenčního konfliktu mezi Brazílií a Argentinou v oblasti se jevila stále větším problémem pro Velkou Británii, která měla v oblasti La Platy strategické a obchodní zájmy. V jejím zájmu nebylo, aby byl region neustále destabilizován rivalitou mezi Brazílii a Argentinou, proto Británie přistoupila na myšlenku vytvoření nezávislé nárazníkové zóny. V roce 1828 donutila obě strany k podepsání mírové dohody, ve které Argentina i Brazílie uznaly nezávislost Východního břehu, respektive Uruguaye.

## Uruguay v 19. století

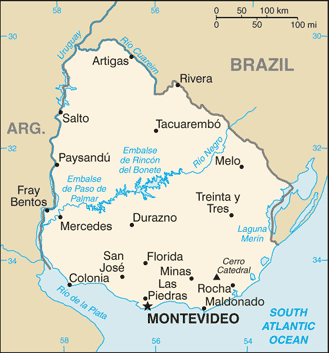
Mapa Uruguaye.

### Výchozí postavení nového státu
Uruguay se ocitla po dosažení nezávislosti v poměrně bizarní situaci. Země měla rozlohu 187 000 čtverečních km, ale žilo v ní asi jen 75 000 obyvatel, z nichž se celá 1/4 koncentrovala v Montevideu. Imigrace z Evropy se tak stala hlavním způsobem k zvýšení počtu obyvatel země, což znamenalo, že se poměr původních obyvatel a přistěhovalců během 19. století měnil ve prospěch cizinců. Tato skutečnost znesnadňovala proces budování národní identity. Evropská imigrace začala v uruguayském případě dříve než do Argentiny.
Uruguay byla ekonomicky značně podlomená dlouhou válkou a také skutečností, že se v ní během poměrně krátké doby vystřídalo několik režimů, které znovu a znovu přerozdělovaly místní úrodnou půdu. Tento trend nicméně pokračoval i během 19. století. Různí političtí lídři měli tendence přidělovat půdu svým rodinám nebo podporovatelům podle v podstatě nepotického klíče. Vnitřní nestabilita byla ještě umocněna častými vzpourami a konflikty uvnitř země. Hlavním zdrojem příjmů zůstávalo hovězí solené maso a kůže.
Dalším problémem nového státu byla nutnost vybudování aparátu státní správy v podstatě na zelené louce a relativní nedostatek vzdělaných lidí, kteří by se této role ujali. Situaci země neprospěl ani vysoký státní dluh a obecně špatná situace ve státních financích.

### Vnitropolitický vývoj
Uruguay dostala první ústavu v roce 1830 a v prvních desetiletích zemi dominovali bývalí Artigasovi důstojníci. Prvním prezidentem se stal generál José Fructuoso Rivera a druhým generál Manuel Oribe. Latentní rivalita mezi oběma generály vygenerovala v roce 1838 v otevřený konflikt, který je znám jako Guerra Grande (Velká válka), jež trvala až do roku 1851. Z tohoto sporu potom vzniklo letité rozdělení Uruguaye do dvou politických frakcí (později stran): blancos (bílí), což byla frakce kolem generála Oribeho, opírající se o podporu venkova, a colorados (barevní), frakce kolem generála Rivery, jež měla podporu především ve městech (respektive v Montevideu). Nicméně tato interpretace zapomíná na skutečnost, že například v řadách colorados byla řada venkovských velkostatkářů, kteří byli mentalitou zakotvení na venkově, ale po většinu roku žili v Montevideu.
| před asi 11 až 8000 let: první doložené lidské osídlení v oblasti                                            |
| asi před 2000 lety: původní obyvatelé Chaná a Charruá                                                        |
| kolem 1300: příchod Guaraní na území dnešní Uruguaye                                                         |
| 1492: cesta Kryštofa Kolumba a objevení nového kontinentu                                                    |
| 1520: Magãlhaesova výprava poprvé mapuje oblast pobřeží Río de la Plata                                      |
| 1527: založení první osady na území budoucí Uruguaye Sancti Spiritus (zničena 1529)                          |
| 1536: na pravém břehu Río de la Plata založena osada Buenos Aires (opuštěna 1541 a obnovena 1580)            |
| 1607: výprava na východní břeh a vysazení koní a hovězího dobytka do zdejší pampy                            |
| 1625: založení první trvalé osady na území Uruguaye Santo Domingo de Soriana                                 |
| 1726: založení města Montevideo na levém břehu Río de la Plata                                               |
| 1776: vznik Místokrálovství Río de la Plata                                                                  |
| 1807: Angličané okupují Montevideo (únor – září)                                                             |
| 1808: roajalistická junta v Montevideu (do 1814)                                                             |
| 1811: J.G. Artigas přešel k juntě v Buenos Aires                                                             |
| 1813: XIII. instrukce a roztržka Artigase s Buenos Aires                                                     |
| 1825: výprava 33 Uruguyajců a vyhlášení nezávislosti Východního břehu a jeho připojení k Provinciím La Plata |
| 1828: uznání nezávislosti Východního břehu na základě dohody Argentiny a Brazílie a za intervence Británie   |
| 1830: první ústava Uruguaye                                                                                  |
| 1839-1851: Guerra Grande, občanská válka mezi dvěma frakcemi, vznik colorados a blancos                      |
| 1849: založení univerzity v Montevideu                                                                       |
| 1860: pokus prezidenta Berry (1860-64) o zrušení obou soupeřících politických stran                          |
| 1865: podepsána smlouva o Trojité alianci (Argentina-Brazílie-Uruguay) ve válce proti Paraguayi              |
| 1865-1870: válka proti Paraguayi                                                                             |
| 1868: zavraždění dvou politických rivalů Berry a Florese                                                     |
| 1869: otevření první železniční tratě v Uruguayi (20 km)                                                     |
| 1872: blancos získali na základě politické dohody podíl na moci                                              |
| 1876: dovršení centralizace státu                                                                            |
| 1882-1886: polodiktatura prezidenta Santose                                                                  |
| 1890: plný návrat k civilní vládě                                                                            |
| 1897: poslední občanská válka: vzpoura Aparacia Saravii (do 1904)                                            |

#### Blancos a Colorados
Politické a vojenské soupeření mezi blancos a colorados charakterizovalo vnitropolitickou situaci Uruguaye téměř po celé 19. století (ale také 20. století). Obecně, i když poněkud zjednodušeně, je možné blancos (respektive Partido blanco) charakterizovat jako stoupence politického konzervativismu, vyznávající tradice a tradiční autority. Naopak colorados (Partido colorado) byli spíše vyznavači liberalismu, Sarmientova typu, za svůj vzor považovali Evropu a hájili zájmy imigrantů. Velká válka (1839–1851) táhnoucí se dvanáct let oslabovala vnitřní život země, ale stala se také ohrožením pro její nezávislost. Zasahovali do ji vojensky nebo diplomaticky vedle Rosasovy Argentiny, také Brazílie a konečně také Velká Británie a Francie. Zvláště zásah Brazílie do konfliktu vedl k podepsání příměří a k revizi hranic a k umístění brazilských pevností na území Uruguaye.

#### Pokusy o stabilizaci Uruguaye po roce 1851
Po válce se v roce 1851 se konaly volby, ve kterých proti sobě stáli caudillové a jejich odpůrci napříč obou politických skupin. Prezidentem byl zvolen jeden z nejvzdělanějších Uruguayců této doby Juan Francisco Giró, jež přišel s programem politiky usmíření a stabilizace země zničené válkou. Giró stál před velmi obtížným úkolem obnovení autority státu, který nebyl schopen zaručit základní bezpečnost svým obyvatelům a v němž bylo právo v rukou silných jedinců, respektive caudillů, majících na své straně soukromé armády. Jak se ukázalo byl Girův pokus odsouzen k neúspěchu a v roce 1853 se vlády v zemi ujal triumvirát generálů, což vedlo k další destabilizaci a další intervenci Brazilců. Generálové se zemi snažili integrovat pod heslem nadstranické politiky respektive založením jedné strany, která by napříště sjednocovala celý uruguayský národ. Ani tento projekt však nebyl úspěšný. Ani zvolení dalšího prezidenta Gabriela Antonia Pereiry nevedlo k vnitřnímu míru. Proti Pereirovi vystoupil v roce 1858 jeho neúspěšný protikandidát generál César Díaz, což vedlo k vojenské srážce u Quiteros, v němž Pereirovo vládní vojsko Díaze porazilo a povstalci pak byli popraveni.
Další prezident Bernardo Prudencio Berro nepřinesl zemi kýženou politickou konsolidaci, naopak se pokusil o neúspěšný puč (1868) a zemi zavedl do války proti Paraguyi (v rámci takzvané Trojité aliance z roku 1865). Sám Berro byl po prozrazení konspirace zabit.

#### Uruguay v rukou vojáků 70. a 80. léta 19. století
70. a 80. léta 19. století tak byla pokračováním vnitropolitické nestability, soupeření a slabého státu. Po pokusu o další konsolidaci pod vedením Lorenza Battleho, přešla vláda do rukou principistů, kteří se snažili aplikovat v zemi se slabým státem myšlenky absolutního liberalismu importovaného z Evropy. Tento pokus skončil neúspěchem a vedl k dalšímu převzetí moci vojáky (1878). Když se v roce 1879 prezidentem stal plukovník Lorenzo Latorre, zahájila centrální vláda strategii tvrdé ruky vůči separatistickým caudillům. Jeho strategie byla postavena na uvádění a podpory nových technologií a kapitalistických principů na venkov, který byl tradiční základnou moci caudillismu. Caudillové tak byli postupně eliminováni na základě ekonomické politiky vlády. Po odchodu Latorreho (1880) vládl zemi další voják Máximo Santos (1882). Santos se projevil jako výborný vyjednavač a podařilo se mu získat podporu velké části colorados. Právě tato aliance mezi armádou a colorados přinesla Uruguayi v následujících desetiletích relativní stabilitu. V kontextu tohoto vývoje se uruguayská společnost značně proměňovala, a to především díky přílivu emigrantů ze Španělska a Itálie, kteří znamenali posilu pro ekonomiku země. Také přeorientace z produkce soleného hovězího masa na produkci ovčí vlny a její export, stejně jako zavedení produkce konzerv hovězího masa představovaly významné zdroje příjmů. Důležitá byla, jako ostatně v celém regionu, přítomnost britského kapitálu, jež například investoval do stavby uruguayských železnic, ale také do městských služeb a do pojišťovnictví. Vliv a význam Británie tak byl v Uruguayi 19. a poloviny 20. století klíčový.

#### Uruguay na konci 19. století
V 90. letech 19. století se k moci vrátila opět civilní vláda a prezidentem se stal zástupce colorados Julio Herrera y Obes, který si ale svojí politikou záhy znepřátelil nejen opoziční blancos a montevidejské podnikale, ale také významnou část ve vlastní straně colorados. Jednou z příčin Herrerovy nepopularity byl krach státních financí v roce 1890. Ekonomická krize z roku 1890 je také považována za krizi doposud dominantního primitivního liberalismu a postupný příklon k politice budoucích státních intervencí do ekonomiky. Další v řadě vnitropolitických krizí přerostla v březnu roku 1897 v občanskou válku zahájenou tzv. bílou revolucí. Ta však neměla dlouhého trvání a už v září byla podepsána mírová smlouva, po níž se Juanu Lidolfovi Cuestasovi podařilo uzavřít politický kompromis mezi blancos a colorados a následně provést státní převrat, jež mu umožnil provést některé reformy, požadované ze strany blancos. Nicméně Cuestasova pozice nebyla pevná, na venkově mu vyrostl silný oponent v caudillovi Aparicii Saraviavovi. Výsledkem byla specifická forma dvojvládí v jedné zemi, kde byla část departemanů pod vládou blancos a Saravii, a část pod vládou centrální vlády. Nový prezident José Batlle y Ordóñez se rozhodl tomuto rozdělení moci učinit přítrž. V roce 1904 se Battle střetl s odporem blancos a Saravii, ale v bitvě u Masoller byl Saravia poražen a zabit. Tím také symbolicky skončila dlouhá etapa dějin caudillismu v Uruguayi.

## Uruguay ve 20. století

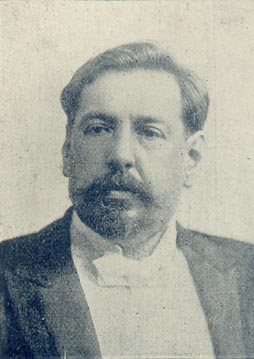
Prezident José Batlle y Ordóñez (1856–1929) kolem roku 1900.

Na začátku 20. století měla Uruguay v důsledku ekonomického boomu a několika vln emigrantů již celkem 1 114 0000 obyvatel, což byl oproti asi 120 000 obyvatel v roce 1850 výrazný nárůst. Země prošla také významnými změnami spojenými s industrializaci, zaváděním nových technologií a nových výrobních odvětví. Jedním ze sociálních důsledků těchto změn byl vznik městského dělnictva, které se už na konci 19. století začalo politizovat. V roce 1894 se začala formovat v Uruguayi socialistická strana a na začátku 20. století bylo jasné, že nastal soumrak staré politiky elit a ke slovu se hlásila nová forma masové politiky, spojená s masovou participací a větší demokratizací.

### Batllismus v letech 1903–1915
José Batlle, prezident Uruguaye v letech 1903–1907 a 1911–1915, si tento trend zcela jasně uvědomoval a pochopil, že úspěchu může dosáhnout, pokud si získá podporu mezi širokými vrstvami – především dělnictvem. Základem Batlleovi nové reformní politiky se stala reforma pracovního práva, jejíž součástí byla osmihodinová pracovní doba a povinný nedělní odpočinek. Zákon byl předložen parlamentu v roce 1906 ale trvalo celých deset let než se ho podařilo prosadit. V opozici proti němu stály především bohaté podnikatelské vrstvy. Batllemu se podařilo navázat úspěšnou spolupráci s odbory, ale nikdy se nepokusil o korporativní integraci odborů do mocenského aparátu, což batllismus odlišovalo od jiných latinskoamerických reformismů (především pak od pozdějšího perónismu). V poměrně krátké době se ale Batllemu v prvním prezidentském období podařilo přikročit k dalších řadě modernizačních kroků (např. v oblasti sekularizace společnosti a základního vzdělání), včetně posílení demokratických mechanismů vládnutí. Batlleho mandát skočil v roce 1907 s bezprecedentní lidovou podporou. Po čtyřleté přestávce se Batlle vrátil v roce 1911 do prezidentského úřadu s radikálním plánem na další reformy země, které však nebyly po chuti především některým podnikatelům, velkostatkářům a zahraničnímu kapitálu, jejichž moc chtěl Batlle omezit. Batlleho cílem bylo dosáhnout větší ekonomické nezávislosti Uruguaye a zavedení kolektivní demokracie. Batlle se také snažil posílit ekonomickou a sociální roli státu. Přistoupil ke znárodnění některých bank a snažil se konkurovat zahraničnímu kapitálu ve stavbě nových státních železnic paralelně s těmi britskými. Battle vytvořil také Státní spořitelnu a nebo Státní elektrické závody. Konečně učinil kroky v zavedení nové mrazírenské technologie zpracování hovězího masa založením Uruguayských mrazíren. Batlleho druhé prezidentské období však nebylo zcela úspěšné z hlediska dlouhodobé udržitelnosti jeho některých reforem (například Uruguayské mrazírny se záhy dostaly do rukou zahraničního kapitálu). Kromě toho se jeho sociálně-ekonomická politika zaměřovala na městské obyvatelstvo, zatímco venkov zůstával mimo. Tato skutečnost potom vedla k dalšímu politickému i sociálnímu rozdělení mezi venkovem (tradiční baštou blancos) a městem. Tento problém se začal projevovat také na postupném propadu obchodu s hovězím masem, který se od 20. let 20. století stále zmenšoval díky nedostatku technologických inovací a nepříznivé situaci na světových trzích a v podstatě měl dopady v užším smyslu na uruguayský venkov, v širším na celou zemi. Významným vývozním artiklem ale zůstávala uruguayská ovčí vlna.
| 1903: J. Batlle prezidentem, počátek uruguayského reformismu/batllismu         |
| 1906: návrh zákona o osmihodinové pracovní doby, přijat 1916                   |
| 1910: demokratizační reforma volebního zákona (lepší zastoupení pro menšiny)   |
| 1917: nová ústava rozděluje exekutivní moc mezi prezidenta a Národní radu      |
| 1932: volební právo pro ženy                                                   |
| 1933: prezident Terra realizuje puč                                            |
| 1934: reforma ústavy                                                           |
| 1942: nenásilný převrat prezidenta Baldomira nová ústava a neutralita Uruguaye |
| 1945: Uruguay vstupuje do Druhé světové války na straně Spojenců               |
| 1949: odprodej železnic do rukou státu                                         |
| 1952: nová ústava zavádí kolektivní způsob vlády Národní vládní radu           |
| 1958: blancos poprvé ve vládě (do roku 1966)                                   |
| 1963: vznik levicových radikálů Tupamaros                                      |
| 1966: návrat colorados k moci a návrat k prezidentskému systému                |
| 1971: vznik levicové Široké fronty (Frente Amplia, FA)                         |
| 1972: nástup Bordaberry do úřadu prezidenta, příprava vojenské diktatury       |
| 1973: rozpuštěn parlament, likvidace městské guerilly Tupamaros                |
| 1976: Bordaberra odstaven, vláda v rukou generálů                              |
| 1980: odmítnutí vlády vojáků v lidovém hlasování                               |
| 1984: dohoda z Námořního klubu a návrat k civilní vládě                        |
| 1985: prezidentem J.M. Sanguinetti (colorados)                                 |
| 1989: referendem schválen zákon o amnestii vojáků                              |
| 1991: založení MERCOSURu                                                       |
| 1995: vládní koalice colorados a blancos                                       |
| 1996: reforma ústavy                                                           |
| 2000: zřízení Komise pro mír dokumentující zločiny vojenské junty v U.         |
| 2001-2: hospodářská krize                                                      |
| 2005: prezidentem kandidát Široké fronty Tabaré Vázquez                        |
| 2010: prezidentem kandidát Široké fronty José Mujica                           |

### Uruguay ve stínu batllismu 1915–1929
Batlle zůstal vlivnou politickou figurou Uruguaye i po svém odchodu z funkce prezidenta republiky v roce 1915. I po odchodu z funkce se snažil prosadit svojí reformu demokratického zřízení země směrem ke kolektivní demokracii podle evropského (respektive švýcarského) vzoru. S tímto návrhem ale utrpěl v roce 1916 volební porážku, a to kvůli odporu uruguayského venkova. I poté Batlle zůstával politicky aktivní a šikovným politickým manévrováním se mu podařilo vést úspěšný dialog mezi jeho stranou a blancos. Nová ústava Uruguaye z roku 1917 tak nesla Batlleho rukopis. V rámci ústavy byly upraveny pravomoce prezidenta a parlamentu, rozšířeno volební právo a nebo ustanovena odluka státu od církve. Ústava také upravila vztahy mezi vládou a opozicí, a dávala široké pravomoci lokálním administrativám. Po roce 1919, kdy byla ústava v referendu přijata, se Batlle věnoval žurnalistice a politické osvětě, pomocí nichž si udržoval vliv na politické dění v zemi, což se mu dařilo až do jeho smrti v roce 1929. Batlleho reformismus je dnes hodnocen ambivalentně. Například ve srovnání s argentinským reformismem (= politika Radikální strany H. Yrigoyena), byl batllismus projevem oficialismu (vycházel z liberální strany colorados, jež byla u moci čtyřicet let) a byl v mnohém umírněnější. Vedle toho je připomínáno, že Batlle byl politická osobnost tíhnoucí k autoritářství a netoleranci vůči politickým oponentům.

### Uruguay mezi roky 1930–1958
Také ekonomika Uruguaye byla poškozena důsledky světové hospodářské krize v letech 1929–1933 a to po letech relativního růstu před a po první světové válce. Tento hospodářský boom dával zemi relativní stabilitu a také finanční prostor pro Batlleho reformy. V roce 1931 se prezidentem stal Gabriel Terra, jež v zemi zavedl polodiktátorský režim s podporou armády (1933). Terra následně rozpustil parlament, uplatňoval politiku potlačování svobody slova a snažil se prosazovat některé protibatllistické kroky směrem k větší liberalizaci ekonomiky a umenšení role státu. V době jeho vlády také došlo k postupnému přeorientování uruguayské ekonomiky z Velké Británie na stále silnější Spojené státy. Vnitropoliticky byla nejvýznamnější nová ústava z roku 1934, který znamenala plný návrat k prezidentskému systému. Terra zůstal v čele země do roku 1938. Jeho nástupcem byl zvolen generál Alfredo Baldomiro, který dokončil návrat k civilní vládě. V roce 1942 Uruguay přerušila vztahy se zeměmi Osy. Země se ale snažila držet mimo válečný konflikt a vyhlásila neutralitu. Nicméně přítomnost německé bitevní lodě Admiral Graf Spee přivedla Uruguay do středu diplomatické ofenzivy ze strany USA i Německa. V roce 1943 se Uruguay připojila na stranu Spojenců a v roce 1945 vyhlásila válku zemím Osy. Druhá světová válka rovněž znamenala ekonomické oživení uruguayského exportu.
Poválečný hospodářský růst vytvářel prostor pro pokračování politiky sociálního reformismu Batlleho střihu (či neobatllismu). V roce 1947 se prezidentem stal Batlleho synovec Luis Conrado Batlle Berres, jež přivedl batllismus znovu do centra politiky colorados. Příznivou situaci z hlediska politiky posilování ekonomické role státu (jeden z pilířů batllismu) představoval ústup britského kapitálu ze země, spojený s nacionalizací doposud britských podniků – především železnice, tramvají nebo vodáren. Poválečný reformismus Batlle Berresova stylu se zaměřil především na industrializaci země, která byla nicméně dotována především z příjmů ze zemědělství, a na budování sociálního systému, jež byl v rukou státu. Legislativním výsledkem této vlny reforem byla také nová ústava, který posilovala kolektivní demokratické mechanismy a v podstatě zrušila prezidentský úřad. Desetiletí růstu a politické stability mezi roky 1945 až 1955 daly Uruguayi symbolický název "Americké Švýcarsko".
V polovině padesátých let se v zemi začaly projevovat dopady hospodářského oživení v Evropě, jež vedlo k propadu zájmu o uruguayský export. Krize v hospodářství se rychle přenesla do politické sféry a v roce 1958 vedla k volební porážce colorados a nástupu první vlády blancos (Národní bílé strany: Partido Nacionalista-Blanco) po téměř sto letech nadvlády colorados.

### Krize a cesta k vojenské diktatuře 1958 až 1972
Konec politického monopolu colorados a nástup celkem dvou vlád blancos sice znamenal revoluční změnu v dosavadní uruguayské politice,ale nevedl k vyřešení prohlubující se hospodářské krize země. Blancos přišli k moci s programem, který dával přednost liberální verzi ekonomické politiky, jež by umenšila ekonomickou roli státu a umožnila oživit ekonomiku především na uruguayském venkově. Avšak realizace tohoto plánu byla více než problematická. Uruguayský stát nemohl být ze dne na den reformován, a každá reforma znamenala ohrožení sociálního smíru a pauperizaci středních vrstev. Kromě toho ani soukromý sektor neměl dostatek ekonomické síly aby převzal dosavadní roli státu. Ani blancos se nepodařilo snížit deficit státního rozpočtu a zkrotit inflaci. Ke konci vlády blancos se krize přenesla do bankovního sektoru, vedoucí k sanaci krachující Transatlantické banky.

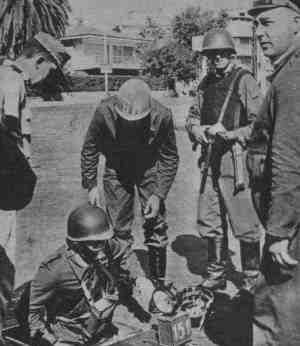
Montevideiská policie hledá Tupamaros v městské kanalizaci.

Odklon od batllismu a neúspěch blancos ukázal na hloubku ekonomické krize a na nedostatek celonárodní strategie k jejímu řešení. Volby v roce 1966 vyhráli colorados a v roce 1967 se Uruguay v referendu vrátila k prezidentskému systému, jelikož kolektivní systém vlády se podle názoru většiny neosvědčil. Uruguay se musela obrátit na pomoc MMF, což znamenalo zavedení drastických hospodářských kroků – mezi jinými devalvace a otevření uruguayského trhu zahraniční konkurenci. Fakt, že ani jedna z dominantních politických stran nebyla schopna přinést trvalý recept na řešení hospodářských a sociálních problémů, dávala prostor pro alternativní politické recepty a především posilovala levici. Politika MMF se nesetkávala s podporou mezi dělnictvem a odbory, které organizovaly časté stávky a demonstrace. Radikalizovalo se také studentské hnutí. V této atmosféře se zradikalizovalo levicové hnutí Tupamaros, založené už v roce 1963. Tupamaros obdivovali kubánské revoluční vzory a začali užívat novou metodu revolučního boje – městskou guerillu. Na počátku 70. let potom Tupamaros změnili taktiku a snažili se v Uruguayi vyvolat občanskou válku, která by jim pomohla svrhnout stávající režim. Násilné metody boje (únosy, loupeže v bankách, přepadání kasin) Tupamaros vyvolaly násilnou odpověď ze strany státu respektive armády. Armáda začala během této doby sehrávat stále významnější roli a podílela se také na násilním potlačení stávkového hnutí na konci 60. let.
V roce 1971 vznikl v Uruguayi nový politický subjekt, složený z převážně levicových stran Široká fronta (Frente Amplio, FA), která přišla s programem znárodnění, prosazení agrární reformy a kontroly exportu. Volby sice vyhráli colorados, ale Široká fronta získala více než 18% hlasů a ohrozila tak dosavadní hegemonii colorados a blancos. Uvnitř colorados potom sílil vliv armády a prezidentem se v roce 1972 stal Juan María Bordaberra, jež měl podporu armády a frakce autoritativního exprezidenta Jorge Batlle Pancheca.

### Vojenská diktatura v Uruguayi 1972 až 1984
Nástup nového prezidenta a první rok vlády colorados měly nicméně násilný kontext. Právě v roce 1972 Tupamaros zintenzivněli svojí guerrilovou válku proti uruguayskému státu a establishmentu. Odpovědí se stala koncepce vnitřní války (guerra interna), jak armádní špičky překřtily svou strategii vůči Tupamaros. Ideologicky byla vnitřní válka ospravedlněna nejen potřebou nastolení pořádku, ale i nebezpečím komunismu a souvisela s celkovou atmosférou Studené války. Ofenzívu doprovázelo potlačování lidských práv, mučení i masakry. Úspěšná armádní kampaň proti Tupamaros posílala její další politizaci. V únoru roku 1973 vypukl také v Uruguayi vojenský puč. Pokus prezidenta Bordaberry se vojákům s podporou národa postavit vyzněl na prázdno. V červnu 1973 rezignovaný Bordaberra rozpustil parlament a vojáci se ujali moci s politickým heslem nastolení pořádku.Ten byl nastolen za cenu porušování lidských práv a nastolením diktatury, která paralyzovala politické strany a zlikvidovala mimo guerilly také odbory, svobodu slova a nezávislost médií. Vojáci užívali "osvědčené metody" sousedních diktatur (Chile a Argentina) jako bylo mučení při výsleších a mizení nepohodlných lidí.
Prezident Bordaberra vystoupil v roce 1976 se svým plánem na reformu politického uspořádání země. V rámci tohoto plánu chtěl Bordaberra v podstatě nahradit starou politickou garnituru a politické strany, novou, která by měla plnou podporu armády a zároveň by dále zabezpečovala další vliv armády v politice. Tento plán byl nicméně vojáky odmítnut a Bordaberra byl nahrazen ve funkci prezidenta Albertem Demichellim. Ten nicméně odmítl podepsat dekret o pozastavení činnosti všech politických stran v zemi a byl záhy nahrazen Aparecio Mendézem, jenž podepsal. Tímto dekretem ztratila vojenská junta svou dosavadní image a podporu v zahraničí (především v USA).
V roce 1980 se junta pokusila o legitimizování svého režimu pomocí plebiscitu o novém návrhu ústavy. K překvapení vojáků se ale více než 57% voličů vyslovilo proti a režim byl postaven do situace, kdy očividně neměl lidovou podporu (se kterou počítal). Výsledkem byla nutnost hledání politického kompromisu, ještě podtržená kontextem hospodářských neúspěchů vojenské vlády. K 1. září 1981 se úřadu prezidenta Uruguaye ujal generál Gregorio Álvarez.
Přechod Uruguaye k demokracii trval celkem čtyři roky, během kterých vojáci postupně, i když neochotně, uvolňovali své mocenské pozice, umožnili návrat politických stran do politického života a uspořádání voleb v roce 1984. Ty se konaly v listopadu 1984 bez účasti nejvýznamnějších lídrů blancos, colorados a levicové Široké fronty (Frente Amplio, FA). Ti byli končícím vojenským režimem preventivně uvězněni a propuštěni až po volbách. Volby vyhráli colorados, na druhém místě se umístili blancos a třetí s 22% Široká fronta.

### Současná Uruguay od roku 1984
V roce 1985 se prezidentem republiky stal colorado Julio María Sanguinetti, před jehož vládou stála celá řada politických a hospodářských problémů. V oblasti politiky šlo například o neochotu generálů dopustit soudní procesy spojené se státním terorismem během jejich vlády. Dalším problémem byla otázka ozbrojených sil jako taková, tzn. budoucí regulace nebo platforma vztahů mezi armádou a vládou a role armády ve společnosti a politice. V hospodářské oblasti byla nová vláda oddaná myšlence úsporných opatření, které by ale zohledňovaly otázky sociální spravedlnosti, s důrazem na privátní sektor, ale bez odporu k některým státním intervencím.
Součástí uzavřeného kompromisu z Námořního klubu (1984) byla amnestie pro vojáky. Když byl zákon v roce 1986 projednáván, zvednula se proti němu vlna nevole, ale nakonec byl v roce 1989 v plebiscitu schválen. Amnestie se týkala také Tupamaros, kteří byli posléze zlegalizováni jako politická strana. Uruguay v druhé polovině 80. let preferovala cestu usmíření a odpuštění, která měla garantovat politickou stabilitu. Tento status quo byl porušen až v roce 2000, kdy byla prezidentem Jorge Batllem (colorados) založena „Komise pro mír“ (Comisión para la Paz), jež se zabývala mapováním a shromažďováním svědectví o zločinech vojenské junty mezi léty 1973 až 1984.

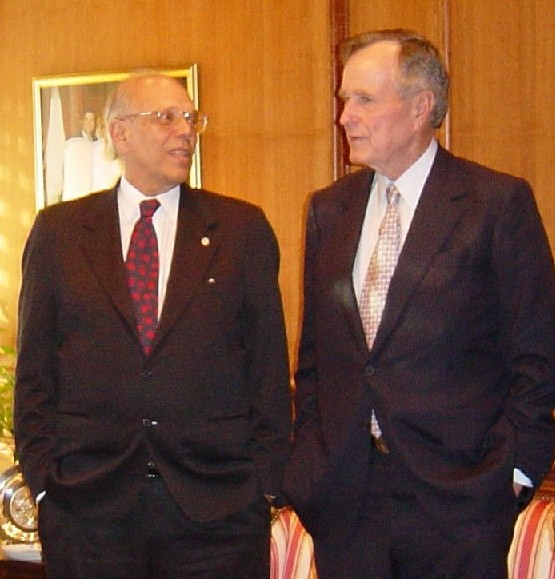
Bývalý prezident Uruguaye Jorge Batlle s bývalým prezidentem USA Georgem H. W. Bushem při jeho návštěvě Uruguaye

V dalších volbách v roce 1990 se prezidentem stal politik blancos Luis Alberto Lacalle. Volební výsledek levicové Široké fronty (Frente Amplio, FA) ve volbách v roce 1990 přinutil oba tradiční rivaly blancos (Partido Nacional) a colorados (Partido Colorado) ke koaliční spolupráci. Stejná situace se opakovala v roce 1994, kdy se do prezidentského úřadu vrátil Sanguinetti. Tradiční monopol těchto dvou politických subjektů byl nakonec přerušen v roce 2005, kdy byl prezidentem poprvé zvolen kandidát Široké fronty Tabaré Vázquez. V roce 2010 ho ve funkci nahradil jeho stranický kolega José Mujica, bývalý guerrillero a člen Tupamaros.
Příklon k levici (respektive středolevici) byl spojen s celkově špatnou ekonomickou a sociální situací v Uruguayi. Přestože ekonomika v prvních letech po návratu k demokracii rostla, země zdědila řadu problémů včetně vysokého zahraničního zadlužení a inflace. Bezprostřední dopady hospodářské krize v roce 2001, jež postihly oba sousedy Uruguaye, Brazílii a především Argentinu, hrály taktéž významnou roli v odklonu voličů od tradičních stran ve volbách v roce 2005. Krize z roku 2001 zpochybnila důvěru voličů v neoliberální politiky privatizace a deregulace, které byly v 90. letech hlavní ekonomickou strategii v celém regionu i v Latinské Americe. V roce 2002 vypukla v Uruguayi také vážná krize bankovního sektoru, a to v návaznosti na krizi v Argentině. V důsledku hospodářské krize došlo k nárůstu nezaměstnanosti (téměř 20%), devalvaci uruguayského pesa a k propadu reálných mezd, mající negativní sociální dopady. Situaci ještě zhoršila epidemie slintavky a kulhavky mezi uruguayským hovězím dobytkem, významnou exportní surovinou země. Vláda Široké fronty se proto musela zaměřit na prvním místě na zmírnění sociálních důsledků krize (nezaměstnanost a chybějící byty), podporu ekonomického oživení a splácení zahraničního dluhu země.
Od 1. ledna 2015 je prezidentem Uruguaye opět Tabaré Vázquez, který tento úřad zastával již v letech 2005 až 2010.